# هلالي (ناميبيا)

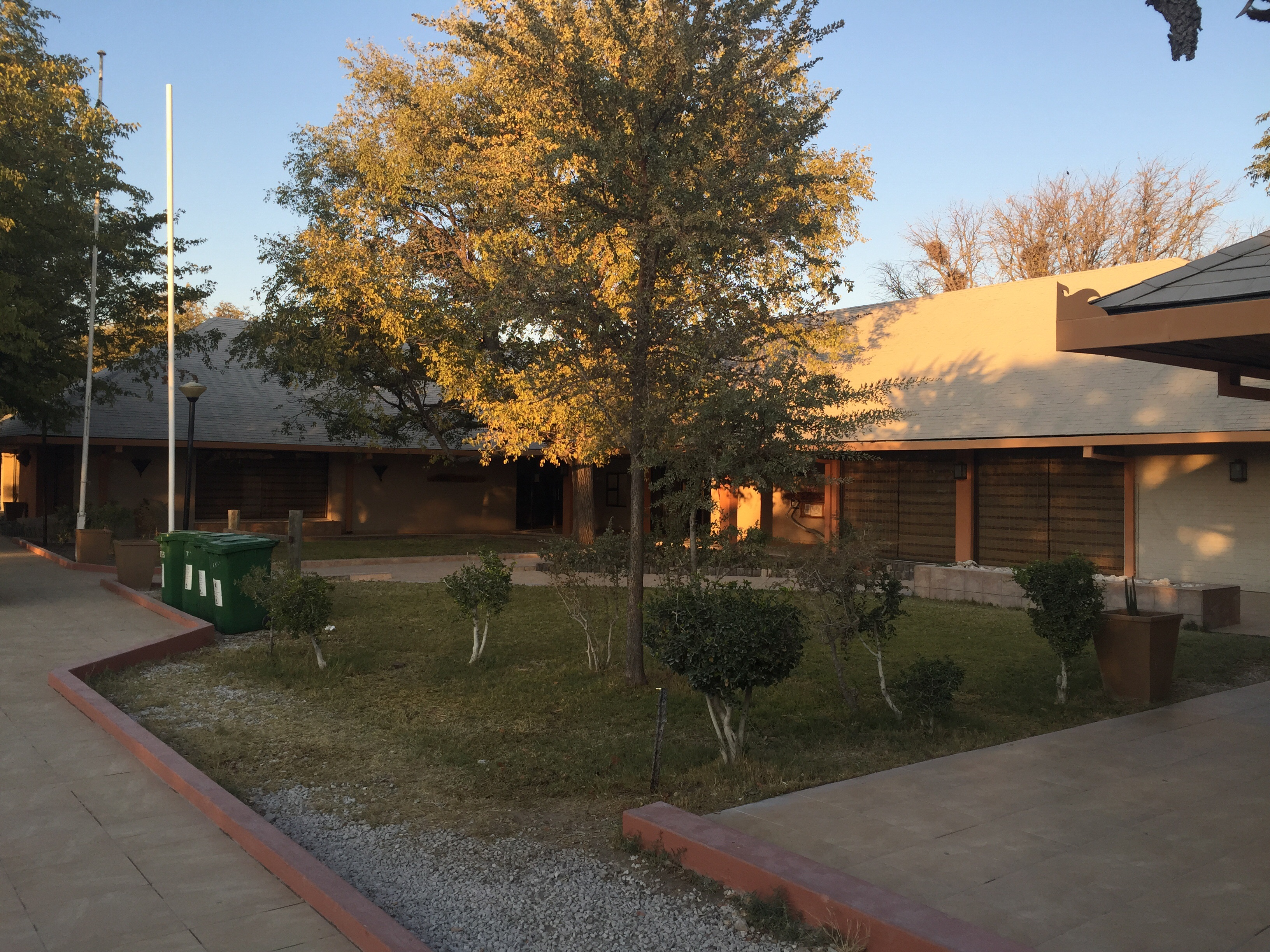
فندق السائحين

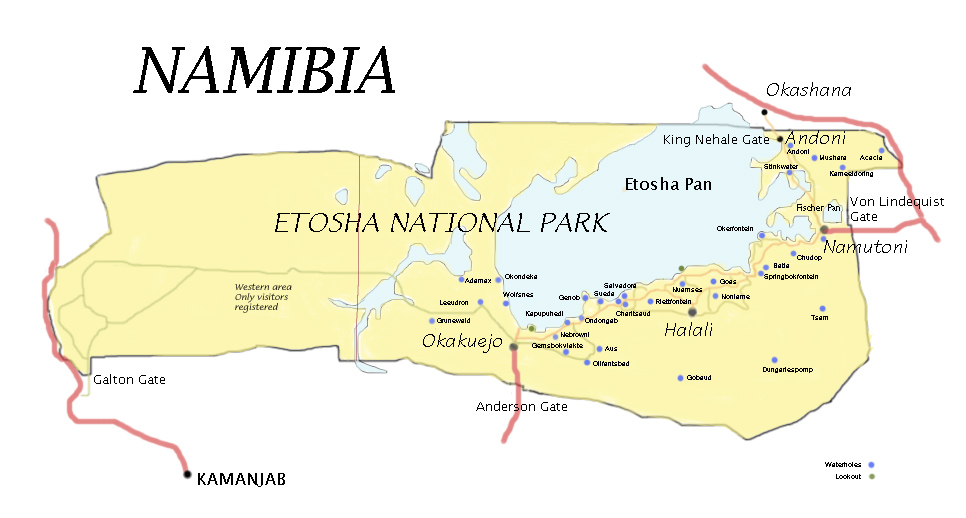
خريطة منتزه إيتوشا الوطني: هلالي تقع بين معسكري: Okaukuejo و Fort Namutoni

هلالي (بالإنجليزية: Halali أو Halali Camp) كان معسكرا لسكنى السياح في الأصل، افتتح عام 1967 في منتزه إيتوشا الوطني في ناميبيا. وهو يقع على الطريق الرئيسي C38 نحو 70 كيلومتر من معسكرين آخرين: «أوكواكوجو» في الغرب و «فورت ناموتوني» في الشرق.
تنبع كلمة هلالي المستخدمة كتسمية عن التعبير الإنجليزي
Halali وهو مصطلح يستخدمه الصيادون في إنجلترا، وكذلك يستخدم في تحية صياد ماهر، كما يستخدم لاعلان نهاية الصيد. وفي هذا المضمار فإن التسمية الأخيرة «نهاية الصيد» هي المعنية بكلمة هلالي، حيث أن الصيد أصبح ممنوعا في منتزه إيتوشا الوطني.
ويمكن رؤية الجبال شرق المنطقة من معسكر هلالي الموجود في منتزه وطني. وفيها بحيرة صغيرة تسمى «مورينغا» تذهب الحيوانات إليها للشرب، ومن ضمنها الأفيال؛ ويمكن للسياح مشاهدتهم عن قرب. وعلى الجبل الذي يقع شرقا من معسكر هلالي كان الالمان أثناء احتلالهم لناميبا ناصبين عليه برج «هليوغراف» للتواصل مع الجنود المعسكرين في قلعة «فورت ناموتوني». ولهذا تسمى البحيرة الثانية الموجودة هناك «هيليو».

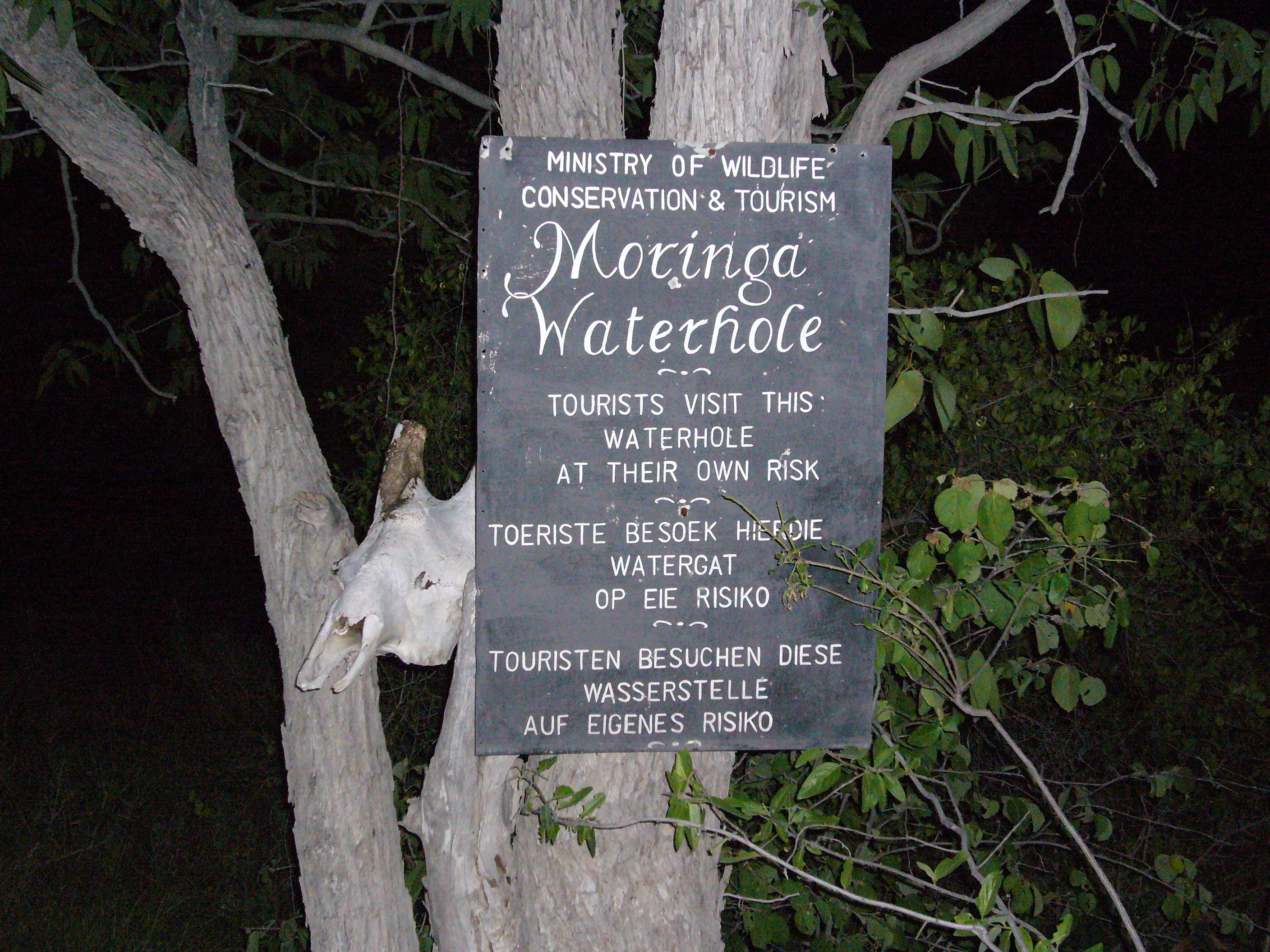
لوحة توجيه إلى بحيرة مورينغا
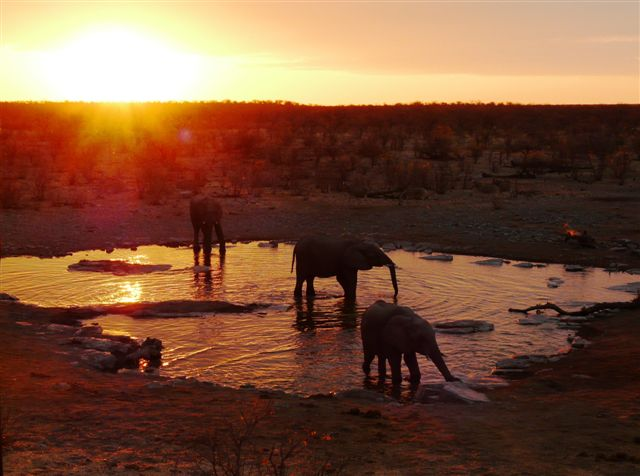
بحيرة مورينغا مع حلول المساء
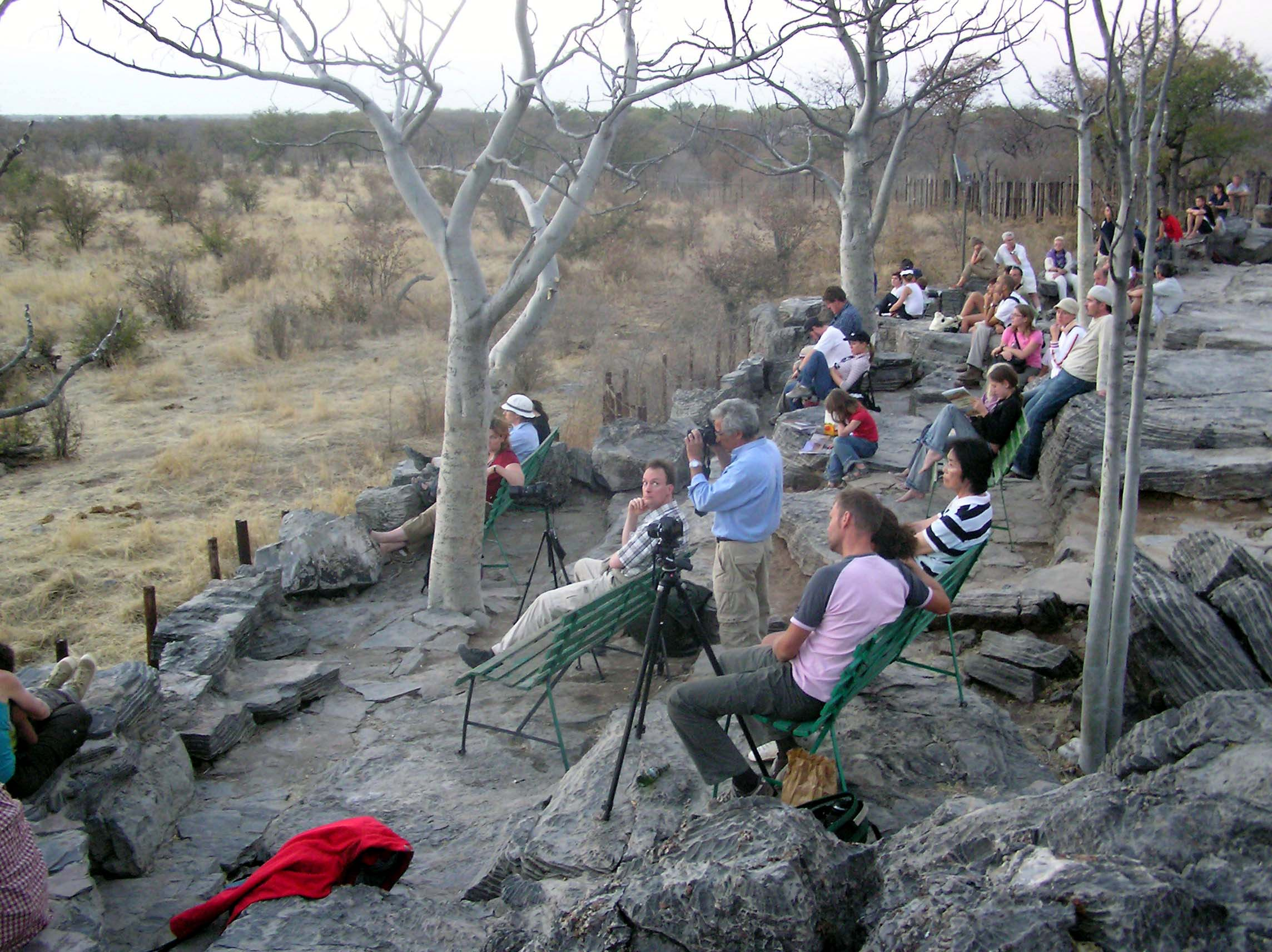
سياح عند بحيرة مورينغا

## اقرأ أيضا
- ناميبيا
- تويفلفونتين
- منتزه إيتوشا الوطني
- كاريبيب (Karibib